# Макарий (Малетич)
Митрополи́т Мака́рий (укр. Митрополит Макарій, в миру Никола́й Ива́нович Мале́тич, укр. Микола Іванович Малетич; род. 1 октября 1944, Красное, Дрогобычская область) — епископ и постоянный (на переходный период) член синода Православной церкви Украины (с 2018), митрополит Львовский (с 2019).
Ранее — бывший предстоятель неканонической Украинской автокефальной православной церкви, митрополит Киевский и всей Украины (2015—2018).

## Биография
Родился 1 октября 1944 года в селе Красном, в крестьянской семье. После окончания восьмилетней школы в родном селе работал в совхозе, вступил в брак с Екатериной Михайловной Андрийчик (†1993).
В 1975 году поступил в Одесскую духовную семинарию, но был отчислен по распоряжению уполномоченного по делам религий, после чего служил псаломщиком в церкви города Горловки в Донецкой области.
18 января 1975 года рукоположён в сан диакона, после чего назначен в храм города Константиновки Донецкой области; 10 августа того же года — священника.
В 1982 году заочно окончил Московскую духовную семинарию, после чего служил в Луганской, Ростовской и Львовской епархиях Украинского экзархата.
В сентябре 1989 года вышел из-под юрисдикции Московского патриархата и вступил в Украинскую автокефальную церковь (УАПЦ). В декабре — запрещён в священнослужении митрополитом Киевским Филаретом (Денисенко).
В 1993 году овдовел.
3 ноября 1996 года, уже состоя в УАПЦ, он был рукоположён во епископа Львовского патриархом Димитрием (Яремой), архиепископами Игорем (Исиченко) и Мефодием (Кудряковым). В связи с тем, что Макарий был рукоположён в УАПЦ, Русская православная церковь не занималась его делом, никогда не судила его в качестве епископа и не выносила обвинительного судебного решения, не лишала его архиерейского сана и не анафематствовала его.
Возведён в сан архиепископа УАПЦ в 2001 году.
На Архиерейском соборе УАПЦ 2011 года был возведён в сан митрополита.
С 27 февраля 2015 года возглавлял УАПЦ в качестве местоблюстителя Киевского престола, а 4 июня на Поместном соборе УАПЦ избран митрополитом Киевским.

Священный синод Вселенского патриархата, заседавший в Стамбуле 9—11 октября 2018 года, в рамках процесса предоставления автокефалии Церкви на Украине, принял решение о восстановлении Макария в священном сане на основании «просьбы об апелляции». Представитель Константинопольского патриархата митрополит Галльский Эммануил (Адамакис) пояснил тогда же: 
«Заслушали апелляцию Филарета (Денисенко) и Макария. Принято решение, что в свое время анафема была оглашена по недостаточному количеству причин, по некоторым политическим соображениям. Поэтому решением синода они были возвращены в каноническое поле».

Епископ Макарий (Гриниезакис), викарий Таллинской митрополии, дал следующее разъяснение: 
<…> отныне Филарет и Макарий являются каноничными иерархами Церкви и имеют каноничный архиерейский сан. То же самое, конечно, относится и к их другим епископам, духовенству и мирянам, которые воспринимали от них священные таинства. <…> Вселенский Патриархат применил своё каноническое право, изучил соответственные обращения Филарета и Макария и нашел, что на благо Церкви и украинского народа, поскольку отсутствуют догматические различия, должно восстановить в сане епископов, подвергнутых наказанию. <…> Мы бы узаконили раскол, если бы сказали Филарету и Макарию: «Идите в Православную Церковь и мы признаем вас как патриархов и архиепископов». Но было не так. <…> Патриарху Варфоломею и Синоду удалось объединить две раскольнические группы, восстановить их в каноничности без запросов со стороны этих организаций относительно должностей и почестей.
Председатель отдела внешних церковных связей Московского патриархата митрополит Волоколамский Иларион назвал эту церковно-правовую коллизию «немыслимой по своей абсурдности»: "В качестве «бывшего митрополита Львовского» «восстановлен» Макарий Малетич — бывший протоиерей канонической Украинской Православной Церкви, никогда не имевший ни сана митрополита, ни титула «Львовского», ни хотя бы формального преемства епископской хиротонии".
В августе 2019 года сказал в интервью РИСУ: «Я считаю, что распределение между ПЦУ и УПЦ (МП) — явление временное. И я бы не сказал, что есть распределение. Есть 75 процентов украинцев, которые определились и хотят Поместную Православную Церковь. Но они ожидают. Их сдерживают различная российская клевета или вздор, их сдерживают священники. ПЦУ надо не переманивать (приходы — прим. ред.), а работать, встречаться со священнослужителями, и все будет хорошо. <…> Не нужно там работать через кого-то, чтобы разделять приходы. Нам нужно работать так со священнослужителями, чтобы в единстве переходили. Вот это будет удар для Русской Православной Церкви. И такая работа должна быть искренняя, открытая».